# 쾨르 드 피라트
쾨르 드 피라트(Cœur de pirate, 1989년 9월 22일 ~ )는 캐나다의 싱어송라이터이다. 예명은 프랑스어로 "해적의 마음"을 뜻한다.

## 음반 목록
- Cœur de pirate (2008)
- Blonde (2011)
- Trauma (2014)
- Roses (2015)
- En cas de tempête, ce jardin sera fermé (2018)
- Perséides (2021)
- Impossible à aimer (2021)